# Théorème de Mergelyan
En mathématiques, le théorème de Mergelyan (en) est un résultat d'analyse complexe.

## Énoncé
Soit K un espace compact du plan complexe dont le complémentaire est connexe.
Soit f une fonction continue à valeurs complexes sur K et holomorphe sur l'intérieur de K et soit e > 0.
Il existe un polynôme P tel que: | f(z) - P(z) | < e pour tout z dans K.